# 2021-es US Open (tenisz)
A 2021-es US Open (amerikai nyílt teniszbajnokság) az év negyedik Grand Slam-tornája volt, amelyet 141. alkalommal rendeztek meg New Yorkban, a  USTA Billie Jean King National Tennis Center kemény borítású pályáin 2021. augusztus 30. és szeptember 12. között. Ezt megelőzően augusztus 24–27 között rendezték a férfi és női egyes selejtezőit. A torna programjában a férfi és női egyéni mellett a férfi és női párosok, a vegyes párosok, valamint a junior fiúk és lányok egyéni és páros küzdelmei szerepeltek.
A férfi címvédő az osztrák Dominic Thiem volt, míg a nőknél a japán Ószaka Naomi győzött az előző évi tornán. Csuklósérülése miatt Thiem ebben az évben nem indult el, Ószaka pedig a harmadik körben kikapott Leylah Fernandeztől.
A női döntőbe meglepetésre a kvalifikációból induló tizenéves brit Emma Raducanu, és a szintén húsz év alatti Leylah Fernandez jutott. Raducanu a Grand Slam-tornák történetében az open erában az első, aki a kvalifikációból indulva a döntőbe jutott, és végül – a tenisz történetében először – a győzelmet is megszerezte.
A férfi döntő kérdése az volt, hogy sikerül-e a világelső Novak Đokovićnak megszereznie az év negyedik Grand Slam-tornáján is az elsőséget, ezzel teljesítenie az ugyanazon naptári éven belüli Grand Slamet, és amellyel a Grand Slam-győzelmeket tekintve megelőzte volna a torna előtt vele együtt 20 győzelemmel rendelkező Roger Federert és Rafae Nadalt. Ez a tenisztörténelmi esemény nem következett be, miután a döntőben az orosz Danyiil Medvegyev 6–4, 6–4, 6–4 arányban legyőzte Novak Đokovićot.
A magyar teniszezők közül a világranglistán elfoglalt helye Fucsovics Márton a főtáblán indulhatott, és az első körben esett ki, majd párosban is az első fordulóban búcsúzott. A nőknél az egyéniben és párosban is indulásra jogosult Babos Tímea sérülés miatt lemondta a tornán való szereplést. A selejtezőkben a nők között négy magyar vehet részt: Gálfi Dalma, Udvardy Panna, Jani Réka Luca és Bondár Anna. Udvardy Panna az első körön nem jutott túl. Bondár Anna a második körben, Jani Réka Luca a harmadik körben esett ki, míg Gálfi Dalma sikeresen véve mindhárom akadályt, életében először feljutott egy Grand Slam-torna főtáblájára, és ott az 1. körben búcsúzott a tornától. A junior lányok mezőnyében Szabanin Natália 9. kiemeltként indulhatott, és a nyolcaddöntőig jutott.

## Világranglistapontok
| Eredmény           | Férfi egyes | Férfi páros | Női egyes | Női páros |
| ------------------ | ----------- | ----------- | --------- | --------- |
| Győzelem           | 2000        | 2000        | 2000      | 2000      |
| Döntő              | 1200        | 1200        | 1300      | 1300      |
| Elődöntő           | 720         | 720         | 780       | 780       |
| Negyeddöntő        | 360         | 360         | 430       | 430       |
| 16 között          | 180         | 180         | 240       | 240       |
| 32 között          | 90          | 90          | 130       | 130       |
| 64 között          | 45          | 0           | 70        | 10        |
| 128 között         | 10          | –           | 10        | –         |
| Főtáblára jutás    | 25          | –           | 40        | –         |
| Selejtező (3. kör) | 16          | –           | 30        | –         |
| Selejtező (2. kör) | 8           | –           | 20        | –         |
| Selejtező (1. kör) | 0           | –           | 2         | –         |

## Pénzdíjazás
A torna teljes összdíjazása 57,5 millió amerikai dollár, amely rekord a torna történetében. A férfi és női bajnokok, valamint az elődöntő és a döntő résztvevő az előző évekhez képest kevesebbet, míg a korábban kiesők, beleértve a selejtezőben szereplőket is, többet kapnak kézhez.
| Eredmény           | Egyéni*     | Páros**                   |
| Győzelem           | 2 500 000 $ | 660 000 $                 |
| Döntő              | 1 250 000 $ | 330 000 $                 |
| Elődöntő           | 675 000 $   | 164 000 $                 |
| Negyeddöntő        | 425 000 $   | 93 000 $                  |
| 16 között          | 265 000 $   | 54 000 $                  |
| 32 között          | 180 000 $   | 34 000 $                  |
| 64 között          | 115 000 $   | 20 000 $                  |
| 128 között         | 76 000 $    | –                         |
| Selejtező (döntő)  | 42 000 $    | *Nemenként **Csapatonként |
| Selejtező (2. kör) | 32 000 $    | *Nemenként **Csapatonként |
| Selejtező (1. kör) | 20 000 $    | *Nemenként **Csapatonként |

## A versenyszámok

### Férfi egyes
- Danyiil Medvegyev– Novak Đoković, 6–4, 6–4, 6–4

### Női egyes
- Emma Raducanu– Leylah Fernandez, 6–4, 6–3

### Férfi páros
- Rajeev Ram /  Joe Salisbury– Jamie Murray /  Bruno Soares, 3–6, 6–2, 6–2

### Női páros
- Samantha Stosur /  Csang Suaj– Cori Gauff /  Catherine McNally, 6–3, 3–6, 6–3

### Vegyes páros
- Desirae Krawczyk /  Joe Salisbury– Giuliana Olmos /  Marcelo Arévalo, 7–5, 6–2

### Juniorok
Junior fiú egyéni
- Daniel Rincón– Sang Csün-cseng, 6–2, 7–6(6)

Junior lány egyéni
- Robin Montgomery– Kriszcina Dzmitruk, 6–2, 6–4

Junior fiú páros
- Max Westphal /  Coleman Wong– Vjacseszlav Bjelinszkij /  Petr Nesterov, 6–3, 5–7, [10–1]

Junior lány páros
- Ashlyn Krueger /  Robin Montgomery– Reese Brantmeier /  Elvina Kalieva, 5–7, 6–3, [10–4]